# Jöns Pehrsson
Jöns Pehrsson (i riksdagen kallad Pehrsson i Svaneryd), född 23 september 1825 i Osby, död 9 augusti 1882 i Hallaryd, var en svensk lantbrukare och politiker.
Jöns Pehrsson var lantbrukare i Svaneryd i Hallaryd, där han också var ledande kommunalman. Han var även spannmåls- och virkeshandlare.
Han var riksdagsledamot i andra kammaren 1867–1877 för Sunnerbo domsagas västra valkrets och i första kammaren för Kronobergs läns valkrets från 1878 till sin död 1882. Vid invalet i riksdagen var han partilös, men år 1868–1870 tillhörde han Nyliberala partiet, men han övergick till Lantmannapartiet 1871 och kvarstod där under resten av tiden i andra kammaren. Under sin tid i första kammaren tillhörde han Lantmannapartiets filial.
I riksdagen var han bland annat suppleant i konstitutionsutskottet 1875–1877. Han var särskilt engagerad i försvarsfrågor, där han förespråkade att pågående befästningsbyggen skulle avbrytas och pengarna i stället satsas på ett breddat folkförsvar genom exempelvis militära övningar i folkskolan. Han arbetade också för minskade statsutgifter och för avskaffande av ordensväsendet.